# 172 a.C.

## Eventos
- Caio Popílio Lenas e Públio Élio Lígure, cônsules romanos.
- Continua guerra dos romanos na Ligúria, parte da Gália Cisalpina.